# 奈良坂権六
奈良坂 権六（ならさか ごんろく、1867年7月2日（慶応3年5月13日） - 1923年（大正12年）9月24日）は、日本の政治家。宮城県富谷村長（4期）。

## 来歴
陸奥国黒川郡石積村（のち陸前国黒川郡石積村→宮城県黒川郡石積村→富谷村→富谷町、現・富谷市）出身。黒川郡大童村（のち黒川郡富谷村→富谷町、現・富谷市）の奈良坂家の養嗣子となる。西成田小学校教員、学務委員、収入役、富谷村会議員を経て、1914年（大正3年）富谷村長に就任した。村長は1922年（大正11年）まで務め、村政に尽くした。
退任後は仙台市に移り住み、1923年（大正12年）に死去した。